# 토미슬라브 마리야노비치
토미슬라브 마리야노비치(크로아티아어: Tomislav Marijanović, 1981년 1월 31일~)는 크로아티아의 전직 유도 선수이다. 2012년 하계 올림픽에 참가했으며 유럽 선수권 대회에서 은메달 1개를 획득했다.